# Octomeria iguapensis
Octomeria iguapensis är en orkidéart som beskrevs av Rudolf Schlechter. Octomeria iguapensis ingår i släktet Octomeria och familjen orkidéer. Inga underarter finns listade i Catalogue of Life.